# Droits de l'homme en Nouvelle-Guinée occidentale
 (avril 2018).
Si vous disposez d'ouvrages ou d'articles de référence ou si vous connaissez des sites web de qualité traitant du thème abordé ici, merci de compléter l'article en donnant les références utiles à sa vérifiabilité et en les liant à la section « Notes et références ».

Drapeau de la Papouasie Occidentale.

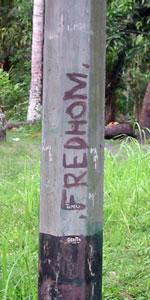
Mouvement pour une Papouasie libre, graffiti à Sentani, près de la capitale Jayapura.

Les droits de l'homme en Nouvelle-Guinée occidentale concernent spécifiquement la province indonésienne de Papouasie.

## Violations dénoncées
Une partie des violations des droits de l'homme attestée a été recueillie par l'Indonesian Human Rights Network rédigé par l'Allard K Lowenstein International Human Rights Clinic de l'école de droit de Yale. Cette liste est issue des travaux journalistiques fait en 2000 :
- 1966-67 : bombardement aérien dans les monts Arfak
- Janvier-mars 1967 : bombardement aérien des régions d'Ayamaru et Teminabuan
- 1967 : Operasi Tumpas ("Opération Oblitération").  1 500 morts estimés à Ayamaru, Teminabuan et Inanuatan.
- Avril 1969 : bombardement aérien dans le kabupaten de Paniai (région d'Enarotali) ; 14 000 survivants s'enfuient dans la jungle.
- Mai 1970 :  massacre de femmes et d'enfants par des soldats indonésiens. Des témoins racontent avoir vu une femme éventrée, son bébé disséqué sur place et la sœur de la femme violée collectivement.
- Juin 1971 : M. Henk de Mari rapporte que 55 hommes de deux villages du nord de Biak ont été  forcés de creuser leurs propres tombes avant d'être abattus. Publié dans le quotidien néerlandais "De Telegraaf" en octobre 1974.
- Date inconnue : 500 cadavres de Papous trouvés dans la jungle dans le district de Lereh, au sud-ouest de l'aéroport de Sentani à Jayapura, capitale de la province.
- 1974 : dans le nord de Biak, 45 Papous tués, noms et âges inconnus.
- 1975 : à Biak, au moins 41 personnes des villages d'Arwam et Rumbin sont tuées.
- 1977 : bombardement aérien d'Akimuga (région de la mine de Freeport McMoRan).
- 1977-78 : bombardement aérien de la vallée de Baliem. Des avions OV-10 Bronco de l'armée de l'air indonésienne larguent des bombes au napalm sur les populations civiles.
- Avril 1978 : 6 corps non identifiables découverts dans le district de Dosai de Jayapura.
- Mai 1978 : 5 dirigeants de l'OPM (Organisation pour une Papouasie libre) se rendent pour sauver le village où ils sont surpris.  Ils sont battus à mort avec des barres de fer chauffées à blanc et leurs corps jetés dans des latrines. Les 125 villageois sont ensuite mitraillés parce que soupçonnés de sympathie pour l'OPM.
- Juin 1978 : 14 cadavres abattus, à l'ouest de l'aéroport de Sentani à Jayapura.
- Juin 1978 : 6 femmes violées collectivement, abattues, puis ont le vagin bourré de feuilles de patate douce et de baies une fois mortes en raison de soupçons de collaboration avec l'OPM. Village de Babuma, district de Kelila, Jayawijaya.
- Juillet 1978 : 122 personnes (116 hommes, 6 femmes) s'enfuient dans la jungle, poursuivies par des soldats indonésiens.  Les villageois sont capturés, leurs pieds et poings liés, leurs corps mis dans des sacs et jetés à la mer. Région de Merauke.
- 1981 : 10 personnes tuées, 58 disparues sans laisser de trace, kabupaten de Paniai.
- Juin-août 1981: Operasi Sapuh Bersih ("Opération Coup de Balai"), les populations des villages d'Ampas-Waris et Batte-Arso passées à la baïonnette et abandonnées.
- Septembre -décembre 1981 : une estimation de 13 000 personnes tuées dans les hautes terres du centre.
- Juillet 1984 : attaque navale, aérienne et terrestre du village de Nagasawa/Ormo Kecil, 200 morts.
- Mi-1985 : 2 500 personnes tuées dans le kabupaten de Paniai, y compris 115 des villages d'Iwandoga et Kugapa massacrées par des soldats le 24 juin 1985 ; 10 personnes, le village, des potagers et le bétail du village d'Epomani, sous-district d'Obano ; 15 personnes, le village et le bétail du village d'Ikopo, district de Monemane ; et 517 personnes, 12 villages, des potagers et le bétail de Monemane.
- 1986-87 : 34 personnes abattues, kabupaten de Paniai.
- Juillet 1998 : massacre de Biak. Une manifestation festive pour l'indépendance est réprimée dans le sang. Les soldats du bataillon Pattimura tirent sur les manifestants encore endormis au petit matin. Des blessés sont exécutés. Les survivants sont rassemblés sur le port de la ville et torturés pendant des heures. Des femmes et des fillettes sont violées puis éventrées. Des dizaines de survivants sont emmenés en mer sur deux navires de la marine indonésienne, où ils sont torturés puis découpés en morceaux ou mis dans des sacs et noyés. L'opération est supervisée depuis les quartiers généraux de l'armée à Jakarta.
- 2000 : Prison, Torture and Murder in Jayapura for illegal journalism
- 2001 : Theys Eluay, président de l'OPM, est enlevé et assassiné par des soldats indonésiens. Son chauffeur, Aristoteles Masoka disparait. Il est vu pour la dernière fois en compagnie d'officiers des Kopassus.
- 2002 : les meurtriers de Theys Eluay reçoivent une peine de deux ans de prison.
- 2004: Le 1er décembre, arrestation de Filep Karma lors d'une cérémonie de lever du drapeau de la Papouasie Occidentale. Il sera condamné à 15 ans de prison, qu'il purge à Jayapura.
- 2012: La police indonésienne a recours à une force excessive lors de manifestations devant l'Université de Papouasie à Manokwari : 11 blessés dont 4 par balles[1].